# CIE-Normvalenzsystem
Das CIE-Normvalenzsystem oder CIE-Normfarbsystem ist ein Farbsystem, das von der Internationalen Beleuchtungskommission (CIE – Commission internationale de l’éclairage) definiert wurde, um eine Relation zwischen der menschlichen Farbwahrnehmung (Farbe) und den physikalischen Ursachen des Farbreizes (Farbvalenz) herzustellen. Das System beinhaltet Daten, Berechnungsvorschriften und Diagramme.
Es beinhaltet Farbmetriken und dient also zur Farbmessung (Colorimetrie). Messung erfordert den Vergleich mit einem Bezugswert (Normal). Das Normal stellt in diesem Fall der „CIE Normalbeobachter“ dar, mit dem numerisch Licht-Spektren bewertet werden können.
Die Darstellung der Farbmetrik erfolgt üblicherweise in einem 2-dimensionalen Koordinatensystem mit den Achsen x und y (CIE-Normfarbtafel, CIE Chromaticity Diagram). Daher ist auch die Kurz-Bezeichnung xy-Farbraum oder CIE-xy gebräuchlich. Die Koordinaten x und y leiten sich durch Normierungen und Umrechnungen von dem XYZ Tristimulus-Farbraum von Guild und Wright ab, der durch Mischung von verschiedenfarbigen Lichtquellen aus drei definierten Grundfarben ermittelt wurde.
Bei Bedarf wird die Normfarbtafel daher um eine dritte Koordinate Y erweitert, wobei die Abkürzung Y für diesen Zweck die Helligkeit (Luminanz) repräsentiert (Yxy-Farbraum). Das CIE-Normvalenzsystem ist so gestaltet, dass die Definition von Y konsistent ist mit der Hellempfindlichkeitskurve bei Tageslicht (V-Lambda-Kurve) der CIE von 1924.
Das System umfasst die Gesamtheit aller wahrnehmbaren Farben. Technisch darstellbare Farben (z. B. durch Bildschirme, Tinte, Pigmente) sind eine Teilmenge der wahrnehmbaren Farben. Das xy-Diagramm kann also verwendet werden, um den erzielbaren Farbraum von technischen Geräten zu vergleichen und relativ zum maximal wahrnehmbaren Farbraum zu bewerten.

## Der CIE-Normalbeobachter von 1931 und 1964
Das 1931 entwickelte CIE-Normvalenzsystem (CIE 1931) beruht auf standardisierten Farbabgleichs-Versuchen, die mit einer bestimmten Anzahl von normalsichtigen Personen (Beobachtern) durchgeführt wurden. Die gemittelte Wahrnehmung dieser Personen auf Farbreize wurde tabellarisch dokumentiert und als „CIE Normalbeobachter“ definiert. Der „Normalbeobachter“ liefert über {\displaystyle {\overline {x}}},{\displaystyle {\overline {y}}},{\displaystyle {\overline {z}}}-Spektralwertfunktionen einen Zusammenhang zwischen der Licht-Wellenlänge und den imaginären XYZ-Farbvalenzen.
Die Versuche wurden von W. David Wright (1928) mit 10 Testpersonen und John Guild (1931) mit 7 Testpersonen ausgeführt. Trotz unterschiedlicher Versuchsausrüstung führten sie zu übereinstimmenden Ergebnissen, nachdem sie mathematisch auf die gleiche Basis transformiert wurden.

### Versuchsdurchführung
Der „gemittelte“ Beobachter der Versuche (CIE Normalbeobachter) blickt auf eine Fläche mit einem Sichtfeld von 2° mittig zur Hauptblickrichtung. Dieses Feld hat etwa die Größe einer 1-Euro-Münze, die man mit ausgestrecktem Arm vor sich hält. Dieses Sichtfeld wurde aus der Größe der Zone der höchsten Dichte der farbempfindlichen Photorezeptoren im Auge abgeleitet. Die Zapfen liegen auf der Netzhaut konzentriert im Bereich der besten Farbsichtigkeit.
Das normale Sichtfeld der menschlichen Wahrnehmung ist allerdings größer als dieser 2°-Bereich. 1964 wurde deshalb das System für einen Normalbeobachter mit 10°-Sichtfeld eingeführt. Das Farbsystem CIE 1964 bezieht sich auf das „Weitwinkel“-Sichtfeld des Menschen, dies ist die Größe eines A4-Blattes in normalem Betrachtungsabstand von 30 cm. Im 10°-Randbereich nimmt die Anzahl der Zapfen pro Fläche schon deutlich ab, die Bezugswerte sind entsprechend andere.
Als Methode wurde die visuelle Farbnachstellung durch Beobachter eingesetzt, die zwei Farbflächen nach ihrem individuellen Eindruck auf „gleich“ stellen sollten.
Der Versuchsaufbau besteht aus einem geteilten Schirm mit den Seiten A und B:
- Auf die A-Seite wird eine bestimmte Spektral-Farbe (Testfarbe) projiziert.
- Auf die B-Seite sind drei Lichtquellen in definierten Lichtfarben Rot, Grün und Blau gerichtet. Die Lichtkegel der Strahler überlappen sich. Die Helligkeit jedes Farbstrahlers ist durch die „Beobachter“ einstellbar.
- Zusätzlich stehen auch auf der A-Seite die gleichen Lichtquellen Rot, Grün, Blau zur Verfügung, die durch die Beobachter bei Bedarf eingestellt werden können.

Die Grundfarben der Strahler sind 435,8 nm (blau) und 546,1 nm (grün), weil diese Spektrallinien in der damaligen Zeit (am Ende der 1920er Jahre) durch Quecksilberdampflampen in Verbindung mit Interferenzfiltern reproduzierbar erzeugt werden konnten. Für Rot wurden damals mangels Verfügbarkeit von intensiven roten Spektralfarben Glühlampen mit Rotfiltern eingesetzt, die Wellenlängen ab etwa 700 nm passieren ließen. Die genaue spektrale Zusammensetzung ist dabei relativ unwichtig, da Spektralfarben ab etwa 700 nm vom menschlichen Auge vom Farbton her nicht mehr unterschieden werden können.

### Farbabgleichsfunktionen

,,-Farbabgleichsfunktionen (en: Color Matching Functions CMF): Die Einstellwerte der verwendeten drei Grundfarben R,G,B zum Nachstellen der reinen Spektralfarben von 360 bis 830 nm. Negative Werte ergeben sich aus der Verwendung dieser Farbe auf der Seite A.

Jeder Beobachter sollte durch Ändern der Intensität an drei verfügbaren Lichtquellen (B-Seite) einen jeweils vorgegebenen Farbeindruck der A-Seite aus seiner Wahrnehmung entsprechend nachstellen. Die gefundenen Einstellwerte für Grün, Blau, Rot wurden bei jedem Farbabgleich dokumentiert.
Bei einigen Testfarben konnte die volle Übereinstimmung zwischen A und B aber nur dann erreicht werden, wenn eine der Lichtquellen auf Seite A (statt auf Seite B) verwendet wurde. Das Zufügen dieser Farbe auf der A-Seite kann auch interpretiert werden als ein „Wegnehmen“ auf der B-Seite. Eine solche Einstellung wurde daher als negativer Einstellwert dokumentiert.
Beispielsweise: Ein gesättigtes Cyan mit einer Wellenlänge von ca. 490 nm auf der Seite A kann durch die additive Farbmischung von Blau und Grün nicht perfekt dargestellt werden. Ein perfekter Farbabgleich erfordert zusätzlich die Verwendung der roten Lichtquelle auf der A-Seite. Gesättigtes Cyan kann also nur hypothetisch mit der Formel: „grün plus blau minus etwas rot“ gemischt werden.
Mit jeder Testperson wurden auf diese Weise viele Farbabgleiche durchgeführt. Auf der A-Seite verwendete J.Guild dazu als Testfarben definierte Licht-Wellenlängen zwischen 400 nm und 700 nm in Abständen von 5 bis 10 nm aus dem Farbspektrum.
Das Ergebnis sind die {\displaystyle {\overline {r}}},{\displaystyle {\overline {g}}},{\displaystyle {\overline {b}}}-Farbabgleichsfunktionen (engl. color matching functions), die tabellarisch dokumentiert sind: Jede Zeile der Tabelle bezieht sich auf eine Wellenlänge {\displaystyle \lambda } der Testfarbe, zu der 3 Zahlenwerte gehören: R, G, B, mit den Einstellwerten der drei als Grundfarben verwendeten Stimuli. Die Kurven weisen teilweise negative Werte auf. Am deutlichsten sind die negativen Bereiche in der Kurve mit dem Rotanteil {\displaystyle {\overline {r}}} im Diagramm sichtbar.
Anzumerken ist: Die Farbabgleichsfunktionen sind keine Roh-Daten, die sich direkt aus den Versuchen ergeben. Die Ergebnisse von Wright und Guild wurden mathematisch zusammengeführt und auf eine gemeinsame vergleichbare Basis gestellt. Diese Normierung der Daten führt z. B. dazu, dass die Flächen unterhalb der {\displaystyle {\overline {r}},{\overline {g}},{\overline {b}}}-Kurvenzüge gleich sind (Gleiche spektrale Energie. en:„stimuli of same energy“).

### Spektralwertfunktionen (Normalbeobachter)

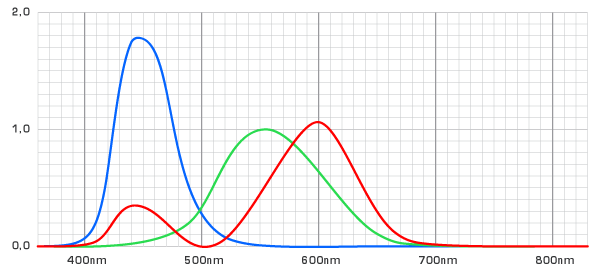
-Spektralwertfunktionen des CIE Normalbeobachters, das sind die in den imaginären XYZ-Farbraum transformierten Farbabgleichsfunktionen. (: rote Linie, : grüne Linie, : blaue Linie)

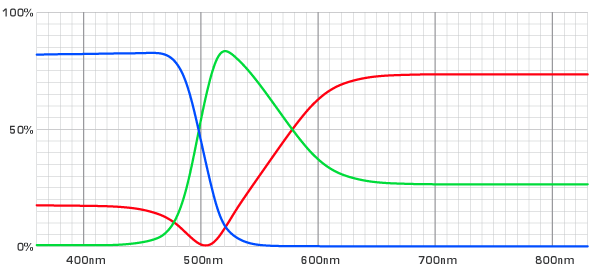
Relative Spektralwertfunktionen: Anteil der imaginären Farbvalenz bei jeder Wellenlänge an der Summe der -Spektralwertfunktionen.

Da negative Werte aus praktischen Gründen unerwünscht sind, werden die {\displaystyle {\overline {r}},{\overline {g}},{\overline {b}}}-Farbabgleichsfunktionen linear transformiert. Es ergeben sich daraus die {\displaystyle {\overline {x}},{\overline {y}},{\overline {z}}}-Spektralwertfunktionen, die den Normalbeobachter charakterisieren. Die {\displaystyle {\overline {y}}}-Funktion ist durch die Transformation so bestimmt, dass sie der Hellempfindlichkeitskurve bei Tageslicht (V-Lambda-Kurve) der CIE von 1924 entspricht.
Mit Hilfe dieser {\displaystyle {\overline {x}},{\overline {y}},{\overline {z}}}-Spektralwertfunktionen lässt sich die Farbwahrnehmung eines durchschnittlichen Menschen (Normalbeobachter) aus einem gemessenen Lichtspektrum berechnen. Dazu werden die Spektralwertfunktionen skalar mit dem gemessenen Lichtspektrum multipliziert. Das Ergebnis sind 3 Zahlenwerte: (X,Y,Z), wobei Y ein Maß für die Helligkeit liefert.
Mathematisch gesehen handelt es sich bei der Transformation um eine lineare Koordinatentransformation: Aus 3 Werten der {\displaystyle {\overline {r}},{\overline {g}},{\overline {b}}}-Farbabgleichsfunktionen (R,G,B) die zu der Wellenlänge {\displaystyle \lambda } gehören, werden mit Hilfe einer Transformationsmatrix die entsprechenden 3 Zahlenwerte (X,Y,Z) der Spektralwertfunktionen im XYZ-Farbraum bestimmt. Die Zahlenwerte der Transformationsmatrix sind für diesen Zweck fest vorgegeben:
{\displaystyle {\begin{bmatrix}X\\Y\\Z\end{bmatrix}}={\begin{bmatrix}2{,}768892&1{,}751748&1{,}130160&\\1&4{,}590700&0{,}060100&\\0&0{,}056508&5{,}594292&\\\end{bmatrix}}\cdot {\begin{bmatrix}R\\G\\B\\\end{bmatrix}}}
Als Beispiel werden folgende Zahlenwerte aus den {\displaystyle {\overline {r}},{\overline {g}},{\overline {b}}}-Farbabgleichsfunktionen für die Wellenlänge {\displaystyle \lambda } = 500 nm verwendet:
{\displaystyle (R,G,B)=(-0{,}07173,\quad 0{,}08536,\quad 0{,}04776)}
Die Matrixmultiplikation führt dann zu folgendem Ergebnis im XYZ-Farbraum (siehe auch die Grafik der {\displaystyle {\overline {x}}},{\displaystyle {\overline {y}}},{\displaystyle {\overline {z}}}-Spektralwertfunktionen):
{\displaystyle (X,Y,Z)=(0{,}0049,\quad 0{,}3230,\quad 0{,}2720)}

### xy-Diagramm (Normfarbtafel)
Für die anschauliche Interpretation des bisherigen Ergebnisses ist noch ein weiterer Schritt erforderlich:
Eine Normierung der (X,Y,Z)-Werte führt schließlich zum xy-Diagramm (CIE-Normfarbtafel): Die Normfarbtafel stellt den wahrnehmbaren Farbraum (CIE-Farbraum) in einem 2-dimensionalen Diagramm dar. Jetzt sind also nur noch 2 Zahlenwerte (x,y) erforderlich um einen beliebigen Farbort eindeutig zu bestimmen.
Die Berechnung der Werte (x,y) erfolgt durch:
{\displaystyle x=X/(X+Y+Z)}
{\displaystyle y=Y/(X+Y+Z)}
Der Wert z braucht nicht berechnet zu werden, denn: Wenn man dieselbe Normierung auf Z anwendet, dann gilt x+y+z=1. D.h. z ergibt sich aus x und y (z=1-x-y). Daher sind x und y ausreichend um den Farbort eindeutig zu definieren.
Als Beispiel dient:
{\displaystyle (X,Y,Z)=(0{,}0049,\quad 0{,}3230,\quad 0{,}2720)}
Die Anwendung der Formeln auf die Beispieldaten führt zu folgendem Farbort in der CIE-Normfarbtafel:
{\displaystyle (x,y)=(0{,}0082,\quad 0{,}5384)}

CIE-xy Farbraum (Normfarbtafel): Eingetragen ist ein Dreieck mit dem RGB-Farbraum der Versuche von 1931 (RGB-Farben bei 436, 546 und 700 nm).

Die Normfarbtafel beinhaltet darüber hinaus weitere Informationen und ist gekennzeichnet durch:

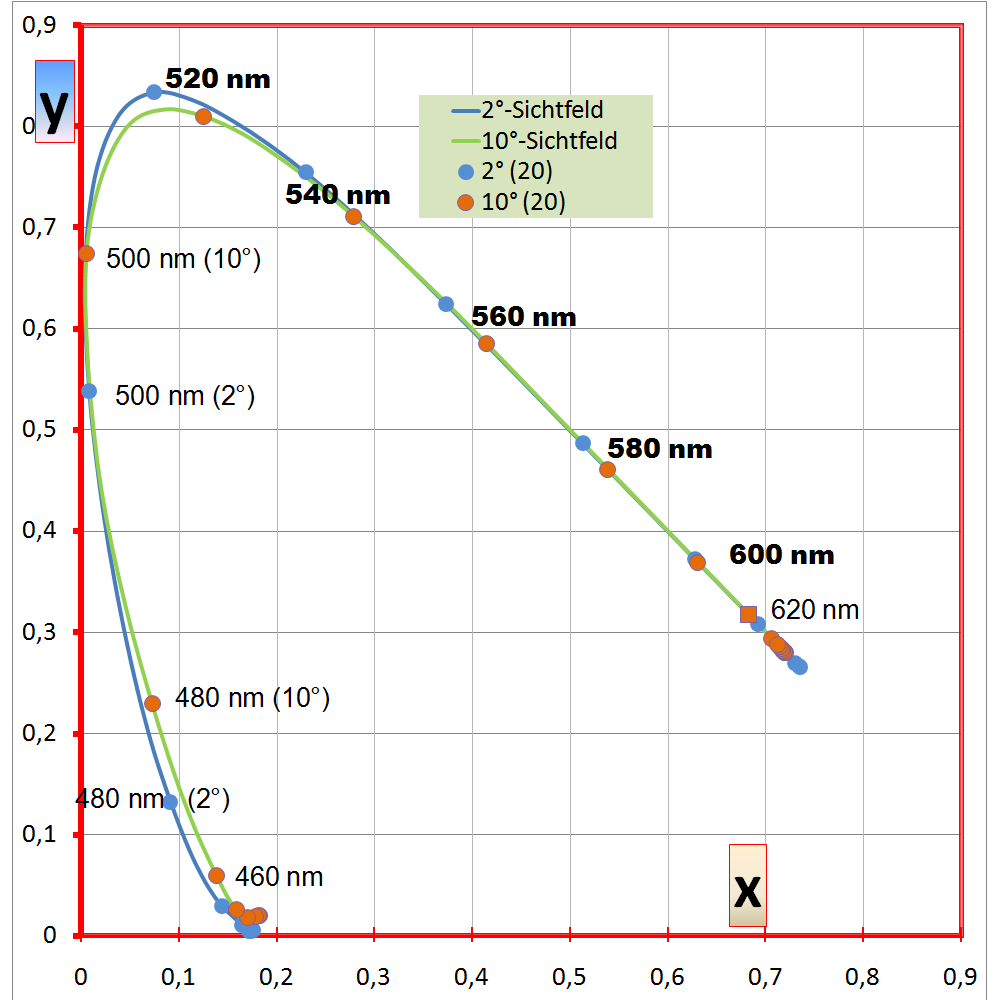
Spektralfarbenzug im xy-Diagramm für das 2°- und 10°-Gesichtsfeld, berechnet aus den entsprechenden Spektralwertfunktionen.

- Eine Umrandung (Spektrallinienzug), die sich rechnerisch aus den {\displaystyle {\overline {x}},{\overline {y}},{\overline {z}}}-Spektralwertfunktionen ergibt
- Verbindung zwischen Blau und Rot (Purpurline)
- Theoretischer Weißpunkt E bei x = y = 1/3
- Interpolation (abnehmende Sättigung, aber konstante Helligkeit von der Umrandung in Richtung Weißpunkt E)

### Ergebnis
Das CIE Normenvalenzsystem beinhaltet damit folgende Komponenten:
- Daten (Definition des Normalbeobachters durch {\displaystyle {\overline {x}},{\overline {y}},{\overline {z}}}-Spektralwertfunktionen)
- Berechnungsvorschriften (Formeln zur Berechnung von xy-Farbwerten aus gegebenen Spektren)
- Diagramme (Normfarbtafel, CIE xy-Farbraum)

Als Endergebnis dieser Versuche ist es jetzt möglich:
- den gesamten Bereich der vom Menschen wahrnehmbaren Farbreize numerisch zu erfassen
- den Teilbereich der mit RGB technisch darstellbaren Farben mit der Menge der wahrnehmbaren Farben zu vergleichen
- die Größe und Lage verschiedener RGB-Farbräume zu vergleichen
- die Limitierung von RGB-Systemen bei der Farb-Darstellung zu erklären (nicht alle Farben sind aus 3 Leuchtmitteln mischbar)
- aus einem gegebenen Licht-Spektrum zu berechnen, welcher Farbeindruck beim Menschen zu erwarten ist (Farbmessung).

Der Teilbereich der mit RGB technisch darstellbaren Farben ist eine dreieckige Fläche mit den Farborten der 3 Leuchtmittel als Eckpunkte. Für jede Wahl der Leuchtmittel gibt es in der Natur Farben, die außerhalb des Dreiecks liegen und deshalb prinzipiell nicht dargestellt werden können (Gamut).
Dieses Ergebnis entspricht der Dreifarbentheorie, die davon ausgeht, dass sich mit drei geeigneten Lichtquellen jede Lichtfarbe darstellen lässt. Das gilt jedoch nur, wenn man berücksichtigt, dass eine äußere Farbmischung zulässig ist, und damit auch negative Anteile bei der Mischung auftreten dürfen.
Bis heute ist die CIE-Normfarbtafel von 1931 das meistverwendete wahrnehmungsbezogene Farbbeschreibungssystem. Als CIE-System wird auch heute noch das 2°-Sichtfeld-System (1931) unterstellt, sofern nichts anderes angegeben ist. Die Form der Farbvalenz-Fläche in den Normfarbtafeln der beiden Systeme von 1931 und 1964 (2°- und 10°-Beobachter) ist nur geringfügig verschieden.

## Tristimulus und Farbmessung
Insbesondere im englischsprachigen Bereich werden die drei Grundwerte X, Y und Z als Tristimulus bezeichnet. In dieser Bedeutung sind es die Anteile der drei hierfür definierten normierten Grundfarben (drei Stimuli). Jede Farbe lässt sich mit einem solchen Zahlentripel kennzeichnen. Entsprechend ist für das CIE-Normsystem die Bezeichnung Tristimulus-System üblich. Die 1931 gemessenen Kurven heißen auch Tristimuluskurven. Ein Smaragdgrün hat danach die Tristimuluswerte {X, Y, Z} = {0,227; 0,391; 0,310}.
Bei der Farbmessung einer Probe (Körperfarbe) basierend müssen das Spektrum der Lichtquelle und die Remission der Probe berücksichtigt werden. Für jede Wellenlänge im Abstand von 20 nm, 10 nm, 5 nm oder 1 nm werden die tabellierten Werte von {\displaystyle {\bar {x}}(\lambda ),{\bar {y}}(\lambda ),{\bar {z}}(\lambda )} mit der spektralen Energie, die von der Lichtquelle emittiert wird, multipliziert. Diese Werte werden an jeder Wellenlängenposition mit der Remission der Probe multipliziert. Diese Remission wird gegen einen ideal reflektierenden Diffusor gemessen. Üblicherweise handelt es sich dabei um den BaSO4-Standard, mitunter auch um einen gegen Gebrauchsspuren beständigeren Polytetrafluorethylen(Teflon)-Standard. Die Remission dieses Diffusors wird an jeder beprobten Wellenlänge auf 1 gesetzt. Letztlich werden die Summen aller drei Wertereihen gebildet und durch die Summe der spektralen Energien y dividiert, weil Y als perfektes Weiß nach Definition gleich 1 sein muss. Die CIE-Publication 15.2 von 1986 enthält die entsprechenden Informationen zur XYZ-Farbenskala und zur Funktion des CIE-Normalbeobachters.

## Die Normfarbtafel

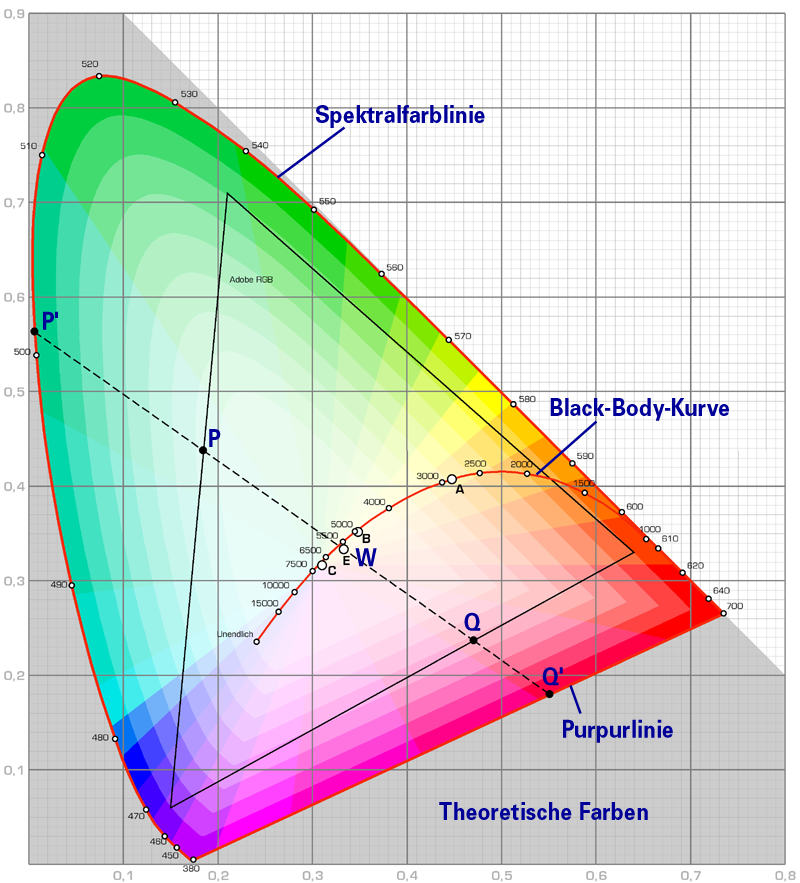
CIE-Normfarbtafel mit Weißpunkt, Black-Body-Kurve, Adobe-RGB Farbdreieck, Sättigungs-Gerade und Komplementärfarbe.

Die Normfarbtafel (auch: Chromatizitätsdiagramm) stellt die Gesamtheit möglicher Farben (ohne Beachtung der Helligkeit, bzw. der Hell-Dunkel-Varianten) dar. Sie werden durch die das Hufeisen umgrenzende Spektralfarblinie (spektral reine Farben) sowie die untere Purpurlinie eingefasst. Die Purpurlinie ist die Verbindungslinie zwischen kurzwelligem Violett (≤ 420 nm) und langwelligem Rot (≥ 680 nm). Auf dem Rand dieser Fläche (Spektralfarbenzug) befinden sich die „reinen“ Farben mit der höchsten Sättigung.
In den folgenden Abschnitten werden die Eigenschaften der Normfarbtafel im Detail beschrieben:

### Weißpunkt und Black-Body-Kurve
Zentraler Bezugspunkt der Tafel ist der theoretische Weißpunkt E. Der im Diagramm mit E gekennzeichnete Punkt repräsentiert alle drei Farben zu je 1/3 (x, y und z = 0,333…). Das entspricht einem neutralen Grau.
Der Weißpunkt W kennzeichnet die Wahrnehmung einer grauen Fläche bei einer Beleuchtung. In der Praxis erscheint eine graue Fläche entsprechend der Beleuchtungssituation getönt. Der Weißpunkt W ist also nicht identisch mit E. Abhängig von der Beleuchtungssituation kann sich der Weißpunkt W praktisch überall innerhalb des Hufeisens befinden. 
Technisch von Bedeutung ist für die mögliche Lage des Weißpunktes W die Black-Body-Kurve. Auf deren Verlauf sind die Farben als Temperatur eines idealen thermischen Strahlers (schwarzer Körper) in Kelvin angegeben. Sie beginnt bei geringen Temperaturen bei intensiven Rottönen, die ab 700 K allerdings durch ihre geringe Intensität noch als dunkles Grau wahrgenommen werden, ab etwa 800 K einen rötlichen Farbton bekommen und ab etwa 1100 K ein intensives Kirschrot annehmen. Über Orange bei 1700 K und Gelb bei 3000 K nimmt sie für Temperaturen zwischen 5000 K und 6500 K eine weitgehend weiße Farbe an und erreicht für noch höhere Temperaturen einen bläulichen Farbton, der allerdings auch für extrem hohe Temperaturen niemals ein reines Blau wird, sondern ein bläulicher Farbton mit x = 0,241 und y = 0,236 bleibt.

### Geraden durch den Weißpunkt: Farbton, Sättigung, Komplementärfarbe
Alle als farbtongleich empfundenen Farben liegen auf einer Linie zwischen dem Weißpunkt W und einem Punkt P auf der Umrandungslinie. Über den verwendeten RGB-Farbraum hinaus (hier ist der Adobe-RGB Farbraum als Dreieck dargestellt) kann die entsprechende Spektralfarbe auf der Spektralfarblinie (P’) abgelesen werden (bunttongleiche Wellenlänge).
Für einen Farbton F auf dieser Gerade kann die Sättigung abgelesen werden. Das Verhältnis aus Abstand Weißpunkt-Farbort (W–F) und Abstand Weißpunkt-äußerer Rand (W–P) ist das Maß für die Sättigung. Jeder Farbort auf dem Spektralfarbzug hat somit die Sättigung 1 (entsprechend 100 %).
Auf der genau gegenüberliegenden Seite von W können die Komplementärfarben (siehe auch: Gegenfarbe) auf der verlängerten Linie W-Q abgelesen werden. Der Punkt Q’ stellt dabei die äußerste (reinste) Komplementärfarbe dar, der in diesem Fall durch den Schnitt mit der Purpurlinie definiert wird. Purpurtöne werden durch die konträre Wellenlänge bei Verlängerung der Geraden über den Weißpunkt hinaus bezeichnet.

### Geraden zwischen Farborten: additive Farbmischung
Die additive Farbmischung lässt sich in der Normfarbtafel grafisch veranschaulichen: Zwei Farborte F1 und F2 werden in der Normfarbtafel durch eine Gerade verbunden. Die Mischfarbe liegt auf der Geraden.
Der genaue Ort der Mischfarbe ergibt sich aus den Anteilen x1 und x2 der Farben F1 und F2. Die Anteile können als Gewichte für eine Bestimmung des Schwerpunktes aufgefasst werden. Die Mischfarbe liegt im Schwerpunkt der Geraden zwischen F1 und F2, unter Berücksichtigung der Gewichte x1 und x2 an den Endpunkten. (Eine andere Entsprechung liefert das Hebelgesetz der Mechanik.)
Bei der Mischung von drei Farben funktioniert es entsprechend: Der Farbort der Mischung liegt im Schwerpunkt des Dreiecks F1, F2, F3, wobei die jeweiligen Farbanteile x1, x2, x3 als Gewichte an den entsprechenden Eckpunkten wirken. 

### Farbbezeichnungen, Farbort

Farbbezeichnungen nach dem Farbtonkreis von Müller in der Normfarbtafel

In die CIE-Normfarbtafel kann man die Farbbezeichnungen nach Müller eintragen. D.h.nach einer Farbmessung und einer Bestimmung des Farbortes im xy-Diagramm kann man auch die zugehörige Farbbezeichnung angeben. Bei Körperfarben muss jedoch das Spektrum der Beleuchtung berücksichtigt werden. Im dargestellten Diagramm war ein standardisiertes Tageslicht die Grundlage der Zuordnung, und so gilt dieses folglich nur für diesen (Spezial-)Fall.

### Hellbezugswert
Die xy-Farbartebene ist die Projektion des zum System gehörenden Farbkörpers nach Siegfried Rösch. Die notwendige dritte Größe für die Festlegung einer Farbwahrnehmung ist der Hellbezugswert. Dieser ist durch Definition identisch und größengleich mit dem Helligkeitsparameter Y. Aus der Kombination von xy-Diagramm (Farbort) und Helligkeit (Y) resultiert der xyY-Farbraum, der eine Farbwahrnehmung vollständig beschreibt.

### Metamerie
Die von Helmholtz und Young aus der praktischen Erfahrung entwickelte Dreifarbentheorie erfordert, dass im menschlichen Auge drei verschiedene Farbrezeptoren vorhanden sind, die auf das Lichtspektrum in unterschiedlicher Weise reagieren. Die Farbwahrnehmung ergibt sich aus einer additiven Farbmischung.
Daraus folgte:
- Es ist möglich, dass eine unterschiedliche spektrale Zusammensetzung des Lichtes als genau gleich (Metamere) wahrgenommen wird.
- Es ist möglich, dass zwei farbige Flächen bei einer Lichtart (z. B. Tageslicht) gleich aussehen, aber bei einer anderen Lichtart (z. B. Kunstlicht) zu einer unterschiedlichen Farbwahrnehmung führen und daher verschieden aussehen.

Das „Auge“ (und der folgende Wahrnehmungsapparat) ordnet also beliebig „komplexe“ Lichtspektren durch „wenige“ Parameter. Lichter mit unterschiedlichen Spektren (bei geeigneter – eben metamerer – Intensität) können dadurch den gleichen Farbeindruck erzeugen.
Metamerie kann mit dem CIE-Normvalenzsystem rechnerisch behandelt werden. Beispielsweise: Die gleiche Farbwahrnehmung kann in den meisten Fällen durch unterschiedliche Farbdreiecke (Grundfarben) im xy-Diagramm ermischt werden und daher aus unterschiedlichen Gesamtspektren entstehen.

### rg-Farbraum

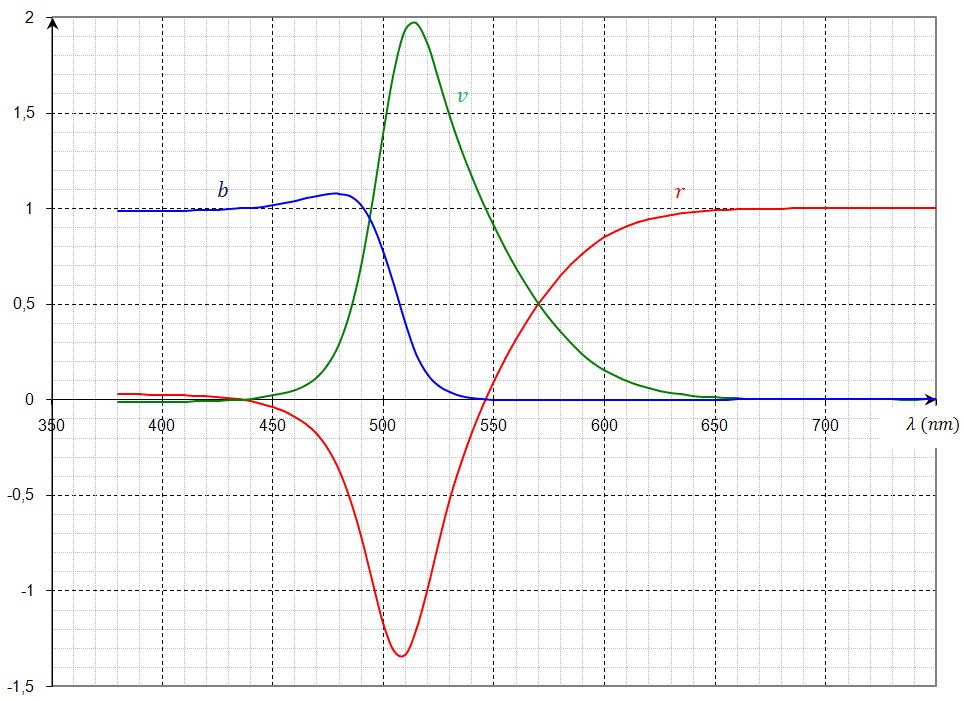
,,-Farbkoordinaten des Farbabgleichs

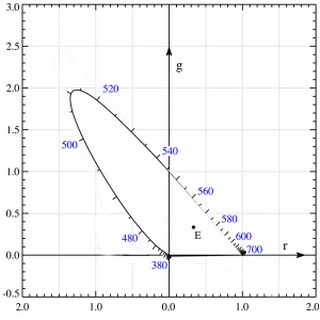
Spektralfarbenzug im -Diagramm

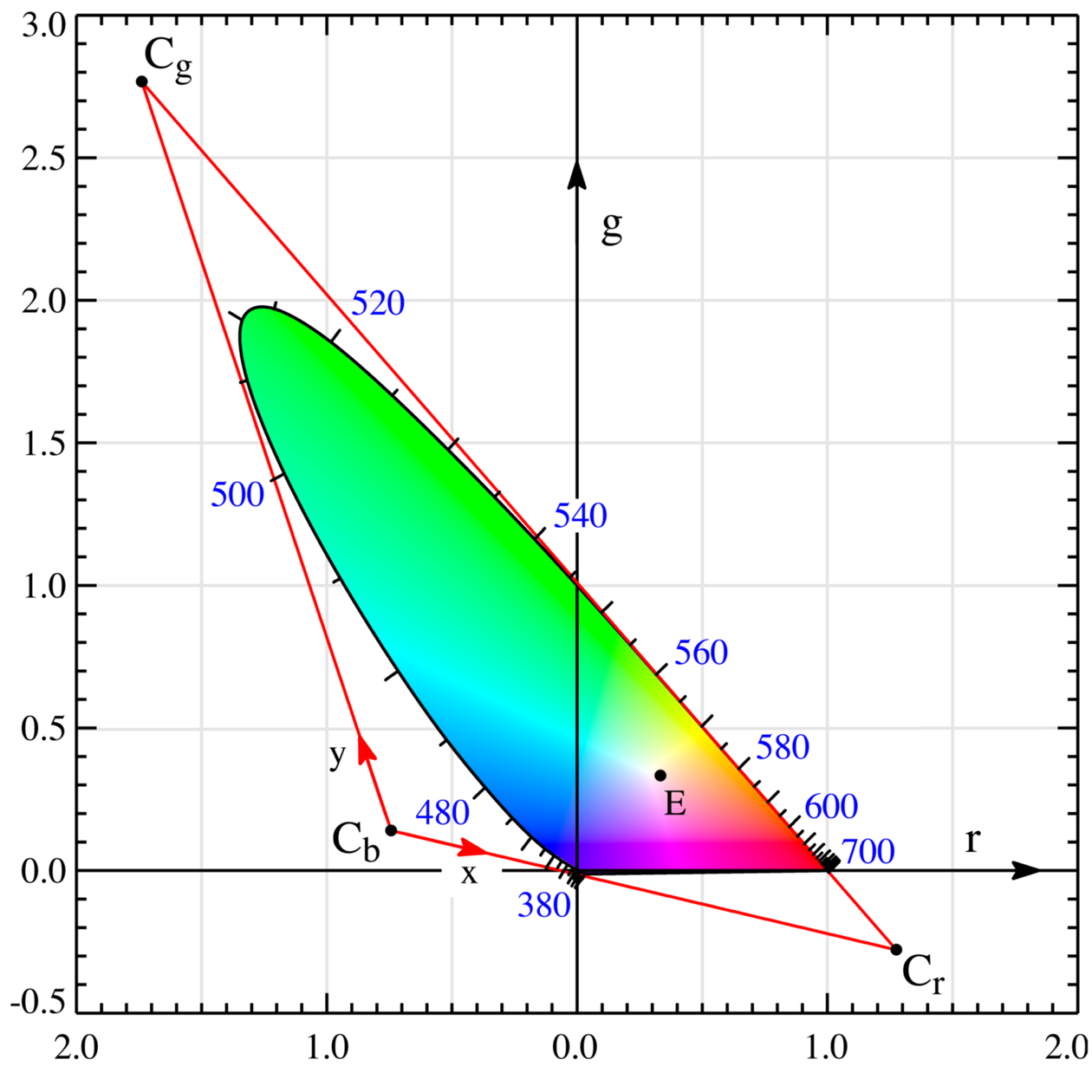
-Farbraum, und Konstruktion der Koordinatentransformation in das xy-Diagramm

Die Berechnung des Spektralfarbenzugs und der CIE-Normfarbtafel kann alternativ ausgehend von den {\displaystyle {\mathsf {r}}},{\displaystyle {\mathsf {g}}},{\displaystyle {\mathsf {b}}}-Farbkoordinaten des Farbabgleichs (en: „Chromaticity coordinates“) erfolgen. Diese Werte sind ebenfalls in tabellarischer Form verfügbar.
Sie sind eine normierte Version der {\displaystyle {\overline {r}},{\overline {g}},{\overline {b}}}-Farbabgleichsfunktionen (en: Color Matching Functions CMF). Bei der Normierung wird jeder {\displaystyle {\overline {r}},{\overline {g}},{\overline {b}}}-Wert durch die Summe der {\displaystyle {\overline {r}},{\overline {g}},{\overline {b}}}-Werte an der entsprechenden Wellenlänge geteilt. Dadurch wird als Nebeneffekt auch die Helligkeit skaliert. Diese ist aber nicht so wichtig, wenn man am Farbort interessiert ist.
Als Beispiel-Punkt werden folgende Zahlenwerte aus den {\displaystyle {\overline {r}},{\overline {g}},{\overline {b}}}-Werten für die Wellenlänge {\displaystyle \lambda } = 500 nm verwendet:
{\displaystyle (R,G,B)=(-0{,}07173,\quad 0{,}08536,\quad 0{,}04776)}
Die Normierung (Division durch {\displaystyle R+G+B}) ergibt die entsprechenden {\displaystyle {\mathsf {r}},{\mathsf {g}},{\mathsf {b}}}-Farbkoordinaten:
{\displaystyle ({\mathsf {r}},{\mathsf {g}},{\mathsf {b}})=(-1{,}1685,\quad 1{,}3905,\quad 0{,}7780)}
Durch die Normierung gilt für {\displaystyle {\mathsf {r}},{\mathsf {g}},{\mathsf {b}}} bei jeder Wellenlänge: {\displaystyle {\mathsf {r}}+{\mathsf {g}}+{\mathsf {b}}=1} .
Mit den {\displaystyle {\mathsf {r}},{\mathsf {g}},{\mathsf {b}}}-Farbkoordinaten kann man den Spektralfarbenzug direkt im {\displaystyle {\mathsf {rg}}}-Diagramm einzeichnen. (Die {\displaystyle {\mathsf {b}}}-Werte sind nicht erforderlich um einen Farbort zu definieren. Die {\displaystyle {\mathsf {b}}}-Werte kann man aufgrund der Normierung errechnen durch {\displaystyle {\mathsf {b}}=1-{\mathsf {g}}-{\mathsf {r}}}.) Dieser Spektralfarbenzug kann als Umrandung des rg-Farbraums betrachtet werden.
Eine Koordinatentransformation von {\displaystyle {\mathsf {rgb}}} nach {\displaystyle XYZ} durch eine Matrixmultiplikation und anschließende Normierung (Division durch {\displaystyle X+Y+Z}) erlaubt schließlich die Darstellung des Farbraums im angestrebten xy-Diagramm:
{\displaystyle {\begin{bmatrix}X\\Y\\Z\end{bmatrix}}={\begin{bmatrix}0{,}49000&0{,}31000&0{,}20000&\\0{,}17697&0{,}81240&0{,}01063&\\0&0{,}01000&0{,}99000&\\\end{bmatrix}}\cdot {\begin{bmatrix}{\mathsf {r}}\\{\mathsf {g}}\\{\mathsf {b}}\\\end{bmatrix}}}
Die Transformationsmatrix ergibt sich dabei im Wesentlichen aus der Wahl von 3 Eckpunkten im {\displaystyle {\mathsf {rg}}}-Diagramm: {\displaystyle C_{b},C_{r}} und {\displaystyle C_{g}}, die den neuen Raum aufspannen. {\displaystyle C_{b}} wird zum Ursprung des neuen Koordinatensystems.
XYZ ergibt sich bei diesem Rechenweg zu:
{\displaystyle (X,Y,Z)=(0{,}0141,\quad 0{,}9311,\quad 0{,}7841)}
Die {\displaystyle X,Y,Z}-Werte sind also bedingt durch die Skalierung der {\displaystyle {\mathsf {r}},{\mathsf {g}},{\mathsf {b}}}-Farbkoordinaten um den Faktor {\displaystyle 2{,}88} höher im Vergleich zum ersten Rechenweg. Aber die Verhältnisse sind noch korrekt. Daher ergeben sich nach der folgenden Division der 3 Werte durch {\displaystyle X+Y+Z} wieder dieselben Werte im xy-Diagramm der Normfarbtafel, wie oben beim ersten Rechenweg:
{\displaystyle (x,y)=(0{,}0082,\quad 0{,}5384)}

## Umrechnung in andere Farbräume
Da mit der Aufstellung des CIE-Farbraumes die Wahrnehmungskategorie „Farbe“ zahlenmäßig erfassbar ist, lassen sich Farbvalenzen auch in anderen Farbräumen beispielsweise durch Umrechnung mit entsprechenden Matrizenoperationen beschreiben. (Siehe auch: RGB-Farbraum)
Beispielhaft ist hier die Umrechnung der Koordinaten des sRGB-Farbraums in die Tristimuluskoordinaten X, Y, Z angegeben.
{\displaystyle {\begin{pmatrix}X\\Y\\Z\end{pmatrix}}={\begin{pmatrix}0{,}4124&0{,}3576&0{,}1805\\0{,}2126&0{,}7152&0{,}0722\\0{,}0193&0{,}1192&0{,}9505\end{pmatrix}}\cdot {\begin{pmatrix}R\\G\\B\end{pmatrix}}}
falls {\displaystyle X+Y+Z>0}: dann {\displaystyle x={\frac {X}{X+Y+Z}},\;y={\frac {Y}{X+Y+Z}}}
falls {\displaystyle X+Y+Z=0}: dann {\displaystyle x=0,\;y=0}

## Die Standardbeleuchtung

Standardbeleuchtungen, Black-Body-Kurve und einige RGB/CMYK-Farbräume in der CIE-Normfarbtafel

Spektren von CIE Standardbeleuchtungen im Vergleich zur Black-Body-Kurve

Das CIE-Normvalenzsystem wurde ursprünglich in Hinsicht auf Beleuchtungsfragen entwickelt. Das System erlaubt prinzipiell jede denkbare Kombination an X-, Y- und Z-Werten. Um eine normierte Übersicht der Farben zu erreichen, wurden neutralweiße Normlichtfarben definiert. Aus Gründen der Farbwahrnehmung befinden sich diese auf der Black-Body-Kurve, da dies mit einer Farbtemperatur verbundene Beleuchtungen sind.
Vor der heutigen Entwicklung der Rechentechnik war eine Darstellung der Werte als Tabelle nötig. Um sie vergleichbar zu machen, wurden die Intensitätswerte Sλ der Normlichtarten auf S560 nm = 100 % normiert, weshalb bei farbmetrischen Berechnungen eine geeignete Rückrechnung nötig wird.
| CIE-Normbeleuchtungen                                 | x        | y        | Bemerkung |
| ----------------------------------------------------- | -------- | -------- | --- |
| Ausgangsnormlichtarten                                |          |          | |
| CIE-Normbeleuchtung A                                 | 0,4476   | 0,4074   | angelehnt an den Planckschen Strahler im Vakuum bei 2856 K |
| CIE-Normbeleuchtung B                                 | 0,3484   | 0,3516   | ausgesetzte Norm für Tageslicht, durch D65 ersetzt. Bei der Definition 1931 wurde das Licht einer Glühlampe durch Vorsetzen einer Kupfersulfatküvette als Tageslicht genormt.                                                          |
| CIE-Normbeleuchtung C                                 | 0,3101   | 0,3162   | soll das mittlere Tageslicht repräsentieren (~ 6800 K), kein CIE-Standard mehr |
| CIE-Normbeleuchtung E                                 | 1/3      | 1/3      | Weißpunkt des energiegleichen Punktes; X = Y = Z mit exakt gleichen Anteilen |
| neuere auf die Farbtemperatur bezogene Normlichtarten |          |          | |
| CIE-Normbeleuchtung D50                               | 0,3457   | 0,3585   | Weißpunkt für Wide-Gamut-RGB und Color-Match-RGB |
| CIE-Normbeleuchtung D55                               | 0,3324   | 0,3474   | Lichtspektrum ähnlich dem von direktem Sonnenlicht |
| CIE-Normbeleuchtung D65                               | 0,312713 | 0,329016 | Als mittleres Tageslicht entspricht es einem Mittagshimmel am Nordfenster. Das Spektrum hat eine ähnlichste Farbtemperatur von 6504 Kelvin. Genutzt wird dieses Normlicht als Weißpunkt für sRGB, Adobe-RGB und die PAL/SECAM-TV-Norm. |
| CIE-Normbeleuchtung D75                               | 0,2990   | 0,3149   | Entspricht einer korrelierten Farbtemperatur von 7510 K. |
| CIE-Normbeleuchtung D93                               | 0,2848   | 0,2932   | Weißpunkt für besondere blaue Leuchtdisplays mit einer korrelierten Farbtemperatur von etwa 9312 K. Dies entspricht etwa dem wolkenlosen Himmel zur blauen Stunde.                                                                     |

## Weiterentwicklung und Kritik
Das CIE-Normvalenzsystem von 1931 ist ein Grundpfeiler für die heutigen Farb-Anwendungen. Der Grund liegt in der einfachen technischen Umsetzbarkeit des Konzeptes des „Normalbeobachters“. Das XYZ-System bietet einen Bezugspunkt für viele Farbräume, insbesondere für RGB-Farbräume, die sich im xy-Diagramm (Normfarbtafel) als einfache Dreiecke wiederfinden.
Es befindet sich in stetiger Weiterentwicklung je nach Anwendungszweck, wobei die Wurzeln und Grund-Ideen unverändert sind.

### 1942 MacAdam-Ellipse
Ein Kritikpunkt war, dass in der Normfarbtafel die flächenmäßige Ausdehnung des grün-Bereiches viel zu groß sei, wenn man die Farbempfindung des Menschen berücksichtigt.
Darauf machte MacAdam durch Darstellung der sogenannten MacAdam-Ellipsen aufmerksam. Die Idee ist, dass gleiche Abstände in den Farborten auch zu gleichen Wahrnehmungsunterschieden führen sollten.

### 1955 Messungen durch Stiles
Ein Kritikpunkt war, dass die Anzahl der getesteten Personen zur Definition des Normalbeobachters nicht ausreichend war.
Stiles kam nach weiteren Messungen 1955 zum Schluss, dass die Messungen von Guild und Wright durchaus repräsentativ waren. Allerdings war er nicht zufrieden mit der Genauigkeit der Spektren des Normalbeobachters für Wellenlängen kleiner 450 nm. Das Problem sei auch in der verwendeten Bewertung der Helligkeit enthalten (V-Lambda-Kurve). Man geht jedoch davon aus, dass das keine praktischen Auswirkungen hat.

### 1960 CIE UCS (Uniform Color Scale)
1960 wurde die Uniform Color Scale eingeführt: Das ist eine Verzerrung der Koordinaten der Normfarbtafel, die diesen Aspekt der „Gleichabständigkeit“ berücksichtigt. In diesem Diagramm lassen sich der Umfang verschiedener Farbräume fairer vergleichen.

### 1964 CIE Normalbeobachter mit 10° Gesichtskreis
Ein Kritikpunkt war, dass das normale Sichtfeld der menschlichen Wahrnehmung größer ist als der 2°-Bereich des „scharfen Sehens“. Wenn ein Beobachter den Farbeindruck bei größeren Flächen vergleicht, dann passen die Kurven des Normalbeobachters nicht mehr genau.
Das führte zur Einführung eines weiteren „Normalbeobachters“ mit einem Gesichtskreis von 10°.

### 1976 CIELUV als neuer Farbraum
Der CIELUV-Farbraum (auch L*u*v*-Farbraum) ist eine Kombination der empfindungsgemäßen Farbtafel CIE-UCS (Uniform Color Scale) mit einer gleichabständigen Helligkeitsskala. Er kann durch rechtwinklige oder zylindrische Koordinaten dargestellt werden.
Er wird ebenfalls aus dem CIE(XYZ)-System errechnet.

### 1976 CIELab als neuer Farbraum
Ein Kritikpunkt war, dass das xy-Koordinatensystem der Normfarbtafel für den Anwender nicht intuitiv verständlich ist.
Der L*a*b*-Farbraum bietet dem Anwender eine bessere Orientierung und basiert auf der Gegenfarbentheorie. Es basiert auf dem Hunter L,a,b Maßstab von 1958.
Die a*-Koordinate gibt die Farbart und Farbintensität zwischen Grün und Rot an und die b*-Koordinate die Farbart und die Farbintensität zwischen Blau und Gelb. L* entspricht der Helligkeit.
Er wird ebenfalls aus dem CIE(XYZ)-System errechnet, ergibt sich allerdings aus einer nichtlinearen Transformation. Das führt zu entsprechenden Nachteilen in manchen Anwendungen.

### 2002 CIECAM02 als allgemeineres Farberscheinungsmodell
Ein Kritikpunkt war, dass das bisherige Farbmodell viele Aspekte der Farbwahrnehmung nicht berücksichtigt, z. B. unterschiedliche Farbwahrnehmung abhängig von der Umgebungsfarbe.
CIECAM02 ist ein komplexeres Farberscheinungsmodell, das viele Effekte rund um die Farbwahrnehmung berücksichtigt. Es beinhaltet sowohl den 2°- als auch den 10°-Beobachter. Die technische Anwendbarkeit ist aufgrund der Komplexität jedoch reduzierter.

### Aktuell
Ein aktueller Kritikpunkt ist, dass die Genauigkeit des Farbmodells in manchen Bereichen nicht ausreichend ist. Das erschwert die Entwicklung von technischen Anwendungen, wie z. B. Monitoren mit besserer Farbwiedergabe. Beispielsweise: Der angestrebte Wide-Gamut-RGB arbeitet mit den Primärfarben 700 nm, 525 nm und 450 nm, und höheren Farbsättigungen an der technischen Machbarkeitsgrenze. Somit wird eine perfekte Abdeckung von Rot, eine fast perfekte Abdeckung von Violett und Blau und eine sehr gute Abdeckung von Grün-Tönen erreicht.